# Anomaluromorpha
Anomaluromorpha är en underordning i ordningen gnagare med arter som förekommer i mellersta och södra Afrika. Djurgruppen består av två familjer som är fattiga på arter:
- Taggsvansekorrar (Anomaluridae) och
- Springharar (Pedetidae)

Det var länge okänt att dessa djur är närmare släkt med varandra. För taggsvansekorrar antogs först att de är släkt med flygekorrar på grund av förekomsten av en flygmembran, men det visade sig att de annars inte har några gemensamma egenskaper. För springharar, som till sitt yttre liknar hardjur antogs att de är nära släkt med springråttor eller jordpiggsvin, men även denna teori var felaktig.
Även taggsvansekorrar och springharar skiljer sig mycket i utseende men det finns anatomiska överensstämmelser i uppbyggnaden av deras mellanöra och blodkärl vid halsen. Hypotesen att dessa två djurgrupper är släktingar var länge omstridd bland zoologerna, huvudsakligen på grund av avsaknaden av fossil som styrker antagandet. Efter molekylärgenetiska undersökningar av C. Montgelard är hypotesen idag godkänd.
De stora skillnaderna förklaras idag med att dessa djur redan tidigt i evolutionen, antagligen under eocen, skilde sig från varandra. Fossil av en gemensam tidig släkting saknas fortfarande. Den nyss upptäckta arten Laonastes aenigmamus, som för närvarande är listad i underordningen piggsvinsartade gnagare, kan tillhöra samma taxon.